# Andrographis rothii
Andrographis rothii är en akantusväxtart som beskrevs av C. B. Cl.. Andrographis rothii ingår i släktet Andrographis och familjen akantusväxter. Inga underarter finns listade i Catalogue of Life.